# If You Leave Me Now
Singles de Chicago
Another Rainy Day in New York City
(1976) You Are On My Mind
(1977)
If You Leave Me Now est une ballade soft rock interprétée par le groupe de rock américain Chicago, écrite et composée par l'un de ses chanteurs, Peter Cetera. Sortie en single le 31 juillet 1976, elle est extraite de l'album Chicago X.
C'est le plus grand succès commercial du groupe. La chanson est no 1 dans plusieurs pays (États-Unis, Canada, Royaume-Uni, Irlande, Pays-Bas, Australie, Afrique du Sud).

## Distinctions
En 1977, If You Leave Me Now remporte le Grammy Award de la meilleure prestation vocale pop d'un duo ou groupe et le Grammy Award du meilleur arrangement et accompagnement vocal/instrumental, et reçoit une nomination pour le Grammy Award de l'enregistrement de l'année,.

## Musiciens
Chicago
- Peter Cetera - chant, chœur basse
- James William Guercio (en) - guitare acoustique rythmique et solo
- Robert Lamm (en) - piano électrique Fender Rhodes
- Danny Seraphine (en) - batterie
- Laudir de Oliveira - congas, shakers, finger cymbals, wind chimes
- Jimmy Pankow (en) - trombone
- Lee Loughnane (en) - trompette
- Walt Parazaider (en) - bois

Musicien additionnel
- Jimmie Haskell - arrangements cordes et cuivres
- Gene Sherry, George Hyde : cor d'harmonie

## Classements hebdomadaires
| Classement (1976-1977)                     | Meilleure place |
| ------------------------------------------ | --------------- |
| Afrique du Sud (Springbok Radio)           | 1               |
| Allemagne (GfK Entertainment)              | 3               |
| Australie (Kent Music Report)              | 1               |
| Autriche (Ö3 Austria Top 40)               | 3               |
| Belgique (Flandre Ultratop 50 Singles)     | 2               |
| Belgique (Wallonie Ultratop 50 Singles)    | 2               |
| Canada (RPM Top Singles)                   | 1               |
| États-Unis (Billboard Hot 100)             | 1               |
| États-Unis (Hot Adult Contemporary Tracks) | 1               |
| France (IFOP)                              | 5               |
| Irlande (IRMA)                             | 1               |
| Italie (FIMI)                              | 7               |
| Norvège (VG-lista)                         | 4               |
| Nouvelle-Zélande (RMNZ)                    | 2               |
| Pays-Bas (Nederlandse Top 40)              | 1               |
| Pays-Bas (Single Top 100)                  | 1               |
| Royaume-Uni (UK Singles Chart)             | 1               |
| Suède (Sverigetopplistan)                  | 2               |
| Suisse (Schweizer Hitparade)               | 3               |

## Certifications
| Pays                  | Certification | Unités certifiées |
| --------------------- | ------------- | ----------------- |
| Canada (Music Canada) | Or            | 75 000            |
| États-Unis (RIAA)     | Platine       | 1 000 000         |
| Royaume-Uni (BPI)     | Or            | 500 000           |

## Reprises
La chanson a été reprise de nombreuses fois par des artistes d'horizons musicaux très variés, parmi lesquels Petula Clark, Brotherhood of Man, Elkie Brooks, Maggie Reilly, le groupe Chess (67e en Allemagne en 1993), le boys band Upside Down (27e au Royaume-Uni en 1996), The System presents Kerri B. (55e au Royaume-Uni en 2003), les 3T en duo avec T-Rio (51e en France et 86e en Suisse en 2004), Peter Cetera l'a également enregistrée en solo,, Johnny Farago l'a reprise dans une version française sous le titre Si tu pars ce soir.